# Joel Dufter
Joel Dufter (Traunstein, 18 de marzo de 1995) es un deportista alemán que compite en patinaje de velocidad sobre hielo. Ganó una medalla de bronce en el Campeonato Europeo de Patinaje de Velocidad sobre Hielo en Distancia Corta de 2021.

## Palmarés internacional
| Campeonato Europeo en Distancia Corta | Campeonato Europeo en Distancia Corta | Campeonato Europeo en Distancia Corta | Campeonato Europeo en Distancia Corta |
| Año                                   | Lugar                                 | Medalla                               | Prueba                                |
| ------------------------------------- | ------------------------------------- | ------------------------------------- | ------------------------------------- |
| 2021                                  | Heerenveen (Países Bajos)             | Medalla de bronce                     | Clasificación general                 |